# Pueblo de Picuris

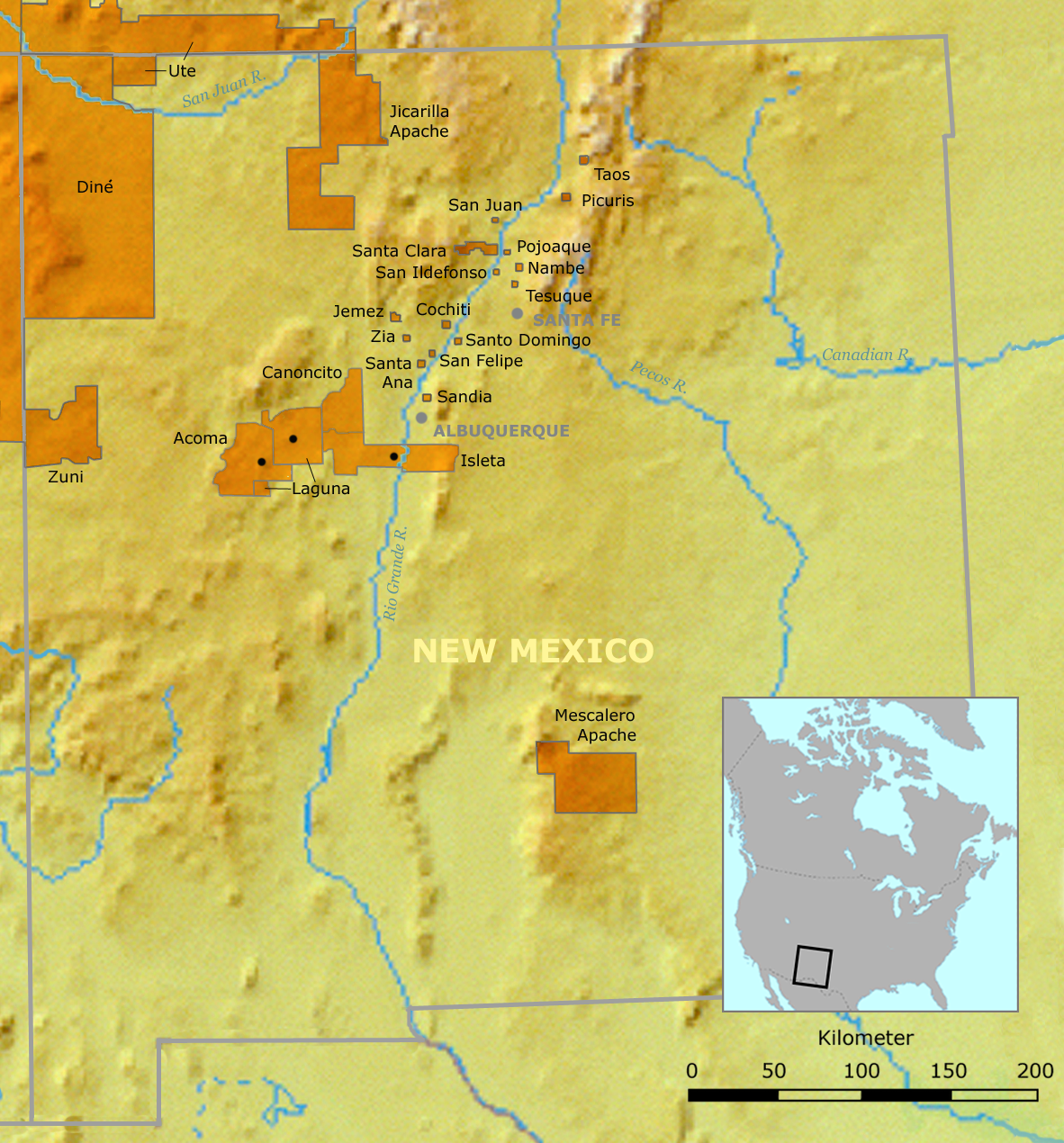
Karta som visar belägenheten av puebloindianska och andra reservat i norra New Mexico.

Picuris Pueblo, egentligen Pinguiltha är en sedan omkring år 750 bebyggd by, bebott av  Nordlig Tiwa, ett puebloindianskt folk talande ett kiowa-tanoanskt språk. Den ligger cirka 40 kilometer söder om Taos i New Mexico, nära staden Peñasco. När spanjorerna först kom på 1540-talet bodde där två till tretusen människor. I själva pueblon Picuris bor idag enbart 86 personer, men indiannationen Picuris består av 1 882 enrollerade medlemmar. Vid folkräkningen 2000 rapporterade 323 människor att de räknade de sig som helt eller delvis Picuris.